# Farida van Egypte
Farida, geboren als Safinaz Zulficar (Arabisch: صافيناز ذوالفقار) (Alexandrië, 5 september 1921 – Caïro, 16 oktober 1988), was de eerste echtgenote van koning Faroek van Egypte. Ze was gedurende haar huwelijk met koning Faroek bijna elf jaar koningin van Egypte.

## Biografie

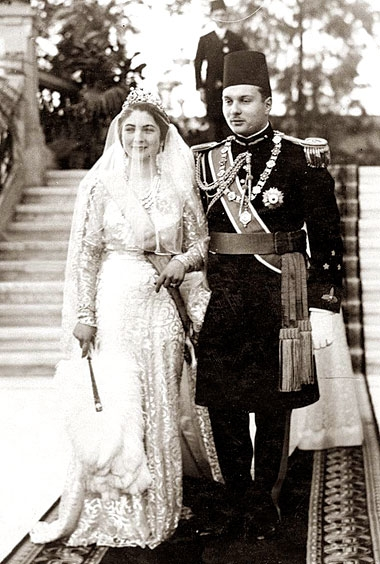
Bruiloft koning Faroek en koningin Farida (januari 1938)

Koningin Farida werd in 1921 in Alexandrië als Safinaz Zulficar geboren. Ze kwam uit een welgestelde familie. Zo was haar vader, Youssef Zulficar Pasha, een rechter van het Egyptische Hof van Appèl en was haar grootvader (Muhammad Said Pasha) enkele jaren premier van Egypte. Safinaz ging als kind naar de Notre Dame de Sion-school in Alexandrië, een school die geleid werd door Franse nonnen.
Safinaz ontmoette koning Faroek tijdens een buitenlandse reis naar Londen in 1937. Ze verloofden zich in de zomer van 1937 meteen bij terugkomst in Egypte. Safinaz en koning Faroek trouwden op 20 januari 1938 en Faroek gaf zijn zestienjarige echtgenote de naam Farida ("de enige") naar de traditie dat alle leden van de Egyptische koninklijke familie dezelfde voorletter moesten hebben.
Koning Faroek en koningin Farida kregen samen drie dochters:
- prinses Ferial (17 november 1938 - 29 november 2009)
- prinses Fawzia (7 april 1940 - 27 januari 2005)
- prinses Fadia (15 december 1943 - 28 december 2002)

In 1948 volgde een scheiding nadat de gewenste troonopvolger niet geboren was. Koning Faroek trouwde in 1951 met koningin Narriman en een jaar later werd zijn zoon Foead geboren. Koningin Farida hertrouwde nooit. Ze overleed in 1988 op 67-jarige leeftijd.